# Iridopsis commixtata
Iridopsis commixtata là một loài bướm đêm trong họ Geometridae.